# オルホン渓谷
オルホン渓谷（オルホンけいこく、モンゴル語: Орхоны хөндийн）はモンゴル中央部のオルホン川両岸に広がっている渓谷。首都ウランバートルの西方約360 kmに在る。その渓谷の文化的景観は、2000年以上に渡って培われてきた遊牧民の伝統を例証するものとして、ユネスコの世界遺産に登録された。

## 重要性
何世紀にも渡って、オルホン渓谷はステップの王者の座所と見なされてきた。その最初の徴は、8世紀の突厥（とっけつ、とっくつ）のビルゲ・カガンによってこの渓谷に立てられた『オルホン碑文』である。
この石柱の北方約40キロメートル（約25マイル）には、聖なる森に覆われたウテュケン山のすぐ近くに、オルド（Ördü, 遊牧民の拠点）が有った。契丹（きったん、キタイ）人がこの渓谷を支配していた時には、石柱は契丹の権力者の偉業を記録しておくために、3つの言語で刻み直された。
山々はテングリ崇拝における世界の枢軸として神聖視されていたが、わけてもウテュケン山は特別視されていた。それは、この山にカガンの祖霊が宿っていると信じられていたからである。くわえて、ウテュケン山からは「汨（こつ、クト）」と呼ばれる霊力が発していて、それがカガンに突厥を支配する神権を与えていると信じられていた。ゆえにこの渓谷を制する者は突厥の支配者たることを天から認められたと見なされ、集団を統率することが出来たのである。
したがって、オルホン渓谷を支配することは突厥のどの集団にとって戦略的最重要項目に属し、歴史上、突厥もモンゴル人も拠点をこの地に置いたのである。

## 遺跡
オルホン渓谷の主要なモニュメントは以下の通り。

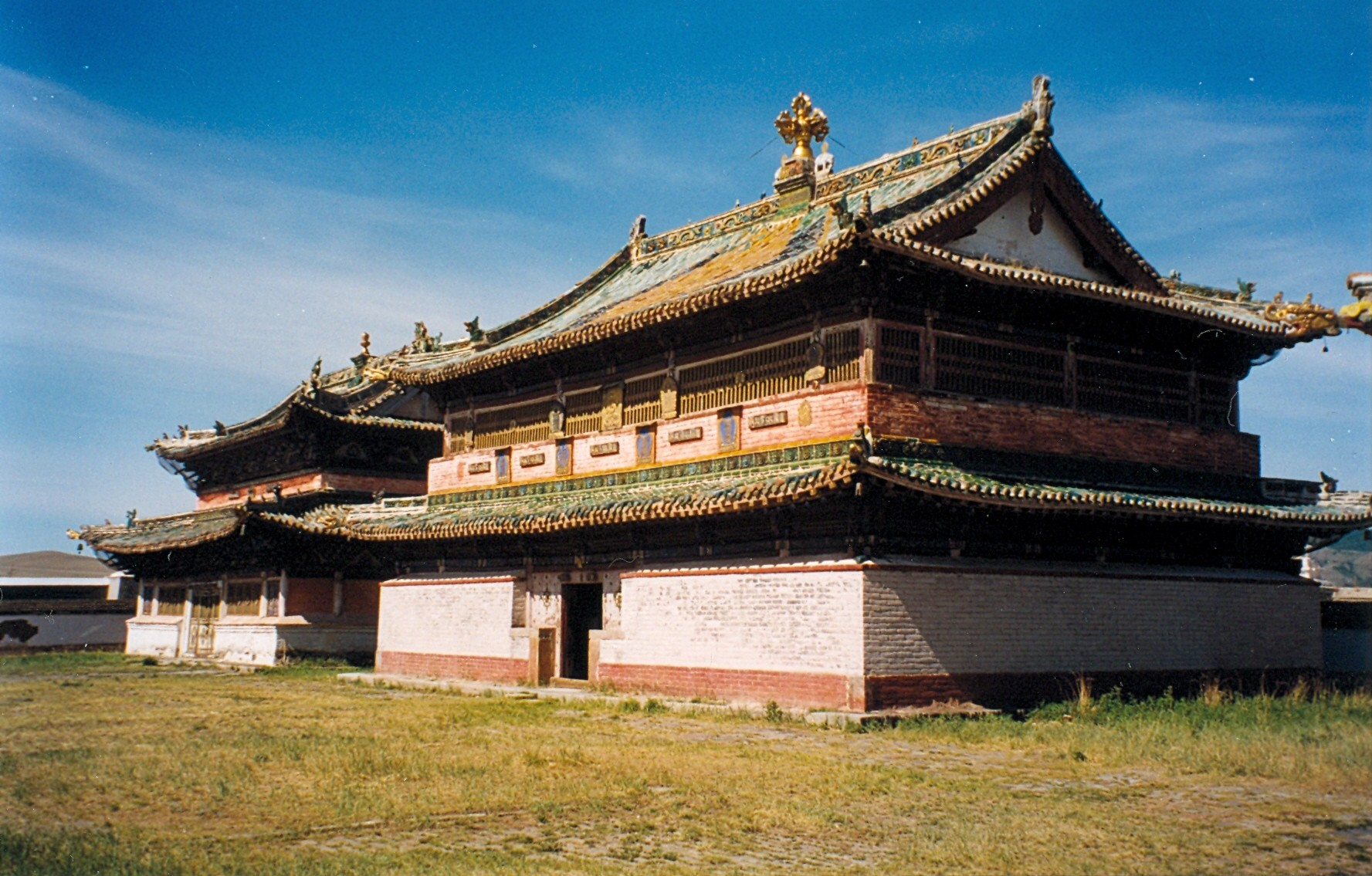
エルデネ・ゾー僧院

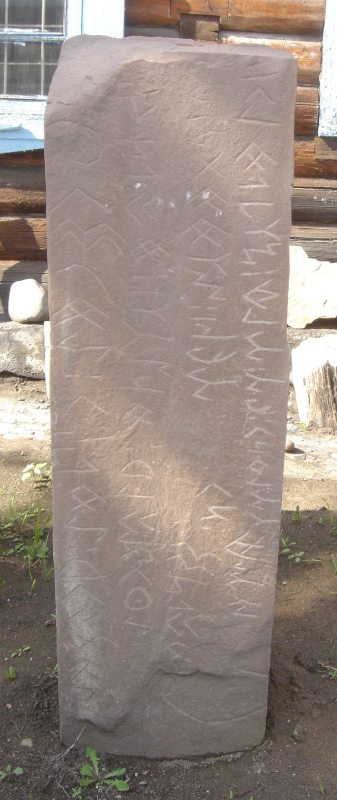
オルホン碑文

- オルホン碑文
8世紀初頭のビルゲ・カガンからキョル・テギンまでの突厥文字による記録。明らかに突厥のモニュメントの中で最も際立ったものである。1889年から1893年にかけて、ロシアの考古学者たちが発見し、解読した。
- ハル・バルガス遺跡 （Ruins of Khar Balgas）
8世紀のウイグル可汗国のオルド・バリクの遺構。50 km2 に宮殿、店、寺院などが有った[2]。
- チンギス・カンの首都カラコルムの遺跡
- エルデネ・ゾー僧院
モンゴルで初の仏教の僧院だが、1937年から1940年にかけて、共産主義当局に一部破壊された。トッフン寺（トゥフフン寺院）も海抜2600mの丘の上に位置する壮麗な僧院であったが、共産主義時代にほぼ全てが壊された。
- ドイト丘陵（Doit Hill）に在るモンゴル宮殿跡
13世紀から14世紀にかけてのもので、オゴデイの居城と考えられている。

## 登録基準
この世界遺産は世界遺産登録基準のうち、以下の条件を満たし、登録された（以下の基準は世界遺産センター公表の登録基準からの翻訳、引用である）。
- (2) ある期間を通じてまたはある文化圏において、建築、技術、記念碑的芸術、都市計画、景観デザインの発展に関し、人類の価値の重要な交流を示すもの。
- (3) 現存するまたは消滅した文化的伝統または文明の、唯一のまたは少なくとも稀な証拠。
- (4) 人類の歴史上重要な時代を例証する建築様式、建築物群、技術の集積または景観の優れた例。

## 研究文献
- 野村栄三郎 1937 「蒙疆新疆旅行日記」上原芳太郎（編）『新西域記（下）』 友好社:pp. 441-555.
- 相馬拓也 2014 「モンゴルを旅した2人の考古学者: 鳥居龍蔵と野村栄三郎のフィールドワーク再考」『ユーラシアの考古学（高濱秀先生退職記念論文集）』六一書房, 東京: pp.33-47.